# Símbolos del nacionalismo andaluz

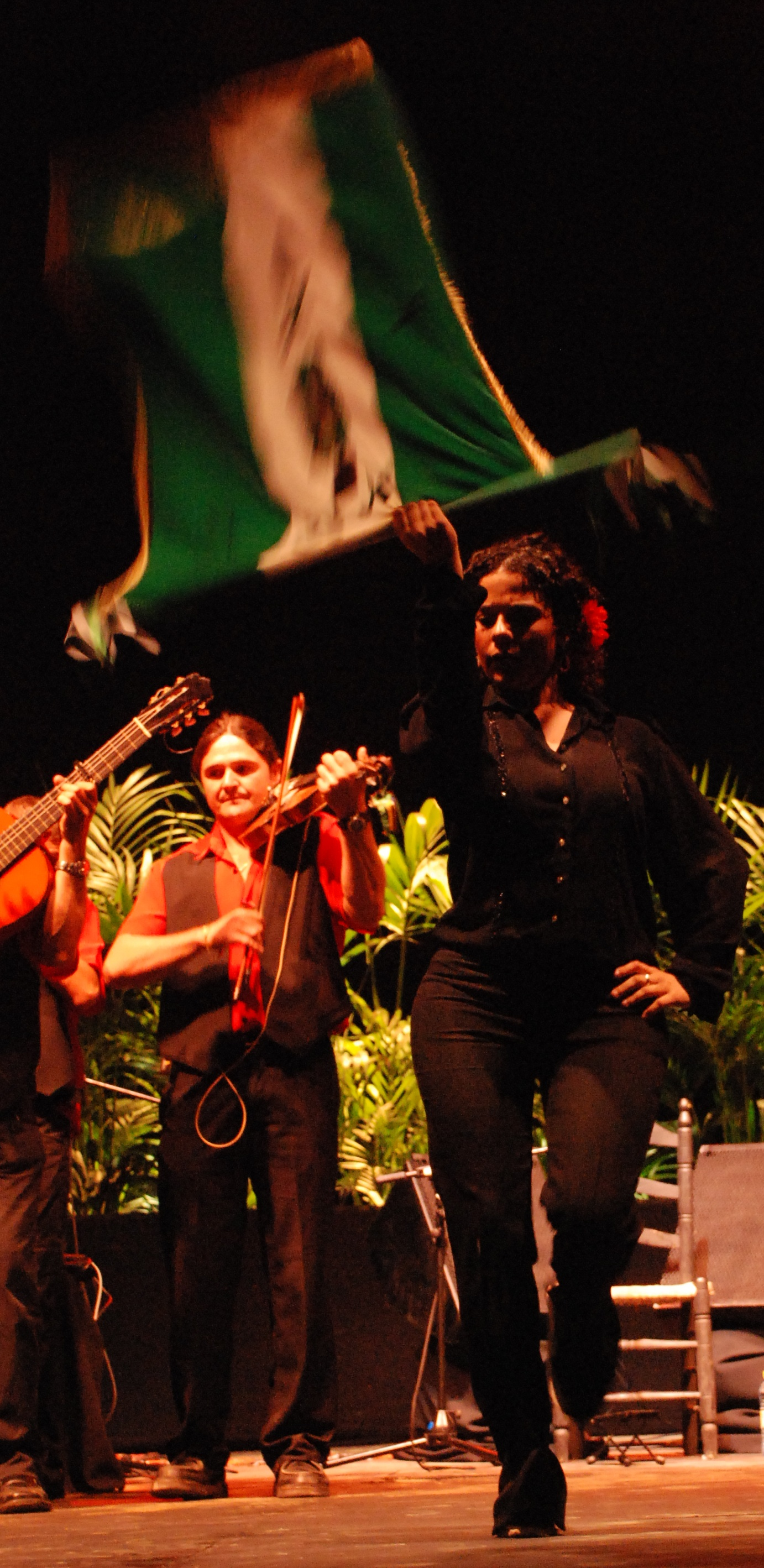
La bandera de Andalucía en un baile de verdiales.

El nacionalismo andaluz define una serie de símbolos nacionales andaluces, que a veces coinciden con los oficiales de la comunidad autónoma de Andalucía y otros incluyen modificaciones a los oficiales actualmente.

## El escudo
El escudo de Andalucía es, oficialmente, un logotipo que muestra la figura de un Hércules joven entre las dos columnas de Hércules que la tradición sitúa en el estrecho de Gibraltar, con una inscripción a los pies de una leyenda que dice: "Andalucía por sí, para España y la Humanidad", sobre el fondo de una bandera andaluza. Cierra las dos columnas un arco de medio punto con las palabras latinas "Dominator Hercules Fundator", también sobre el fondo de la bandera andaluza.  Es aceptado por los nacionalistas salvo por la excepción de cambiar el lema inferior, que oficialmente es "Andalucía por sí, para España y la Humanidad" y que actualmente los nacionalistas consideran "Andalucía por sí, los pueblos y la Humanidad".
El creador del escudo de Andalucía fue Blas Infante, quien tomó muchos de sus elementos del escudo de la ciudad de Cádiz. En la fachada de sus casa en Coria del Río (Sevilla), la "Casa de la Alegría", puede contemplarse unos azulejos con el modelo original del escudo andaluz, que permaneció allí durante la Guerra Civil y el Franquismo.

## Bandera
La Bandera de Andalucía (también conocida como Arbondaira o Arbonaida), según se define en el artículo 3.1 del Estatuto de Autonomía de Andalucía:

1. La bandera de Andalucía es la tradicional formada por tres franjas horizontales —verde, blanca y verde— de igual anchura, tal como fue aprobada en la Asamblea de Ronda de 1918.

Tanto la bandera como el himno y el escudo fueron adoptados por la Junta Liberalista de Andalucía después de la citada Asamblea.
El color verde se denomina "Verde Omeya Bandera de Andalucía". En ambas caras y en situación centrada se reproduce el Escudo Oficial de Andalucía que tendrá una altura de dos quintas partes de la anchura de la bandera.
Los independentistas cambian el escudo oficial por una estrella roja de cinco puntas o una estrella tartésica, como se puede ver en las imágenes inferiores.

Bandera utilizada por las Juventudes Andalucistas, organización juvenil del Partido Andalucista.[8]
Bandera andaluza con una estrella roja de cinco puntas en el centro. Actualmente es la que mayor difusión tiene entre nacionalistas de izquierda e independentistas.[8]
Bandera nacionalista andaluza con la estrella tartésica, variante más moderna y menos común que las anteriores.[9]

## Himno

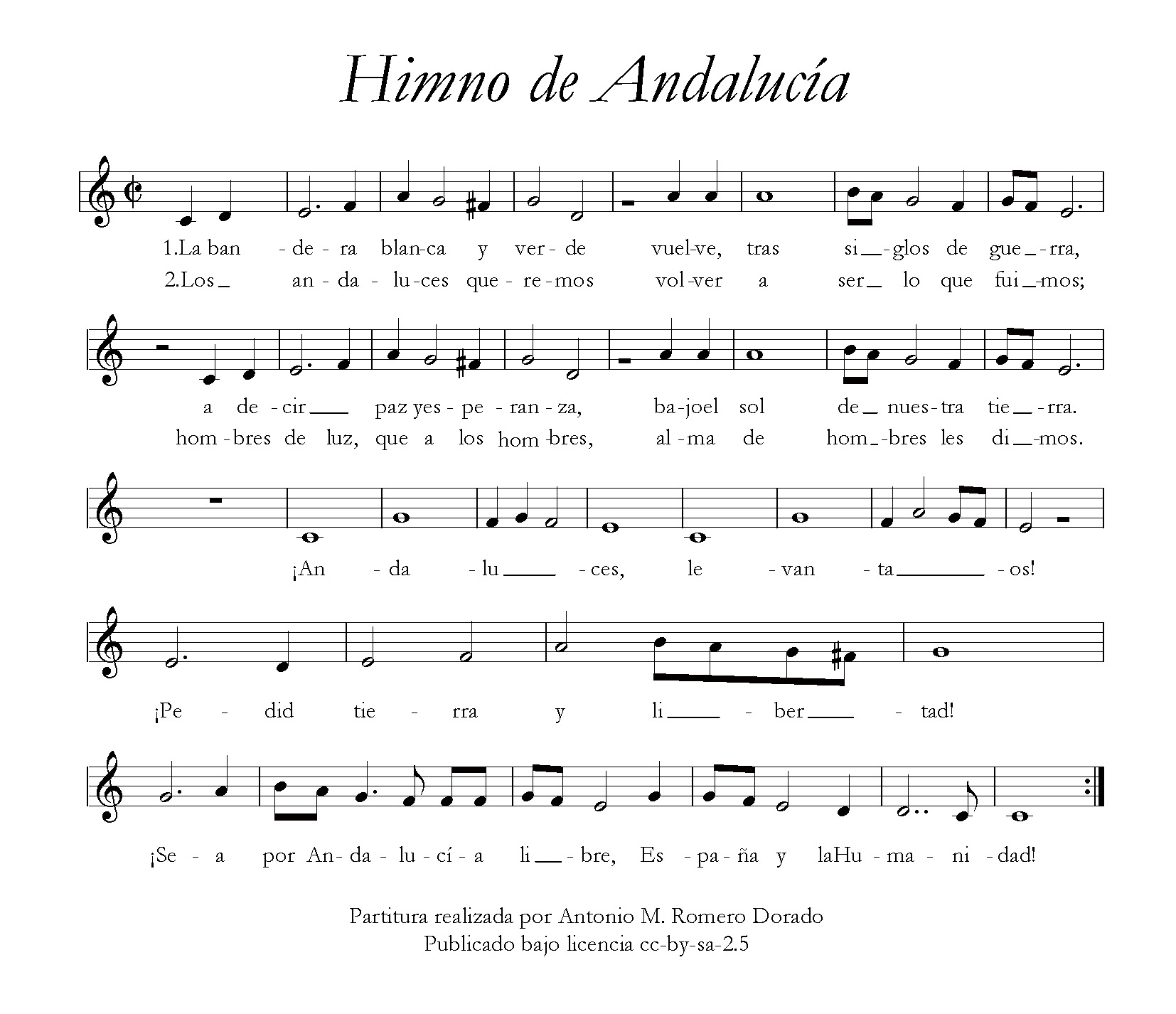
Himno de Andalucía, partitura pdf Véase aquí la letra.

El himno de Andalucía es una composición musical de José del Castillo Díaz con letra de Blas Infante. La música está inspirada en el Santo Dios, un canto religioso popular que los campesinos y jornaleros de algunas comarcas andaluzas cantaban durante la siega. Blas Infante puso este canto en conocimiento del Maestro Castillo, quien adaptó y armonizó la melodía. La letra del himno apela a los andaluces para que se movilicen y pidan "tierra y libertad", mediante un proceso de reforma agraria y un estatuto de autonomía política para Andalucía.
El himno de Andalucía fue presentado por la Banda Municipal de Sevilla, bajo la dirección de José del Castillo, en un concierto celebrado en la Alameda de Hércules el 10 de julio de 1936, una semana antes del comienzo de la Guerra Civil. Durante el Franquismo sólo se conservó un manuscrito para piano. Fue reestrenado durante la transición democrática en el Teatro Lope de Vega por la misma banda el 18 de octubre de 1979. A partir de entonces se realizaron multitud de versiones del himno, siendo especialmente reseñables las revisiones e instrumentaciones realizadas por Manuel Castillo en los años 1980.
Los nacionalistas andaluces cambian la estrofa en la que dice "Sea por Andalucía Libre, España y la Humanidad", sustituyendo la palabra "España" por "Los Pueblos".

## Estrella tartésica

Estrella tartésica

La popular y extendida estrella de ocho puntas que se forma por dos cuadrados de lados iguales y con ángulos rectos, de origen tartésico, en la antigüedad, tuvo función económica y comercial, por lo que fue aprobada como símbolo para los vehículos de transporte y carga con licencia de la Junta de Andalucía.
Actualmente algunos partidos y asociaciones andalucistas la emplean como símbolo característico y único de Andalucía.